# Radicaal 32
Van de in totaal 214 Kangxi-radicalen heeft radicaal 32 de betekenis grond/aarde. Het is een van de eenendertig radicalen die bestaat uit drie strepen.
In het Kangxi-woordenboek zijn er 580 karakters die dit radicaal gebruiken.
Het radicaal 土 staat in de traditionele filosofie voor het element aarde, een der vijf elementen; bekend als Wu Xing.

## Karakters met het radicaal 32

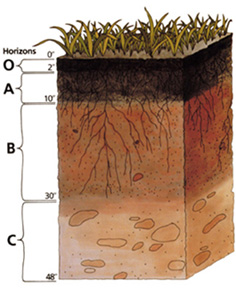
Grond

| Strepen | Karakter |
| ------- | --- |
| + 0     | 土 |
| + 1     | 圠 圡 |
| + 2     | 圢 圣 圤 圥 圦 圧 |
| + 3     | 在 圩 圪 圫 圬 圭 圮 圯 地 圱 圲 圳 圴 圵 圶 圷 圸 圹 |
| + 4     | 场 圻 圼 圽 圾 圿 址 坁 坂 坃 坄 坅 坆 均 坈 坉 坊 坋 坌 坍 坎 坏 坐 坑 坒 坓 坔 坕 坖 块 坘 坙 坚 坛 坜 坝 坞 坟                                                                               |
| + 5     | 坠 坡 坢 坣 坤 坥 坦 坧 坨 坩 坪 坫 坬 坭 坮 坯 坰 坱 坲 坳 坴 坵 坶 坷 坸 坹 坺 坻 坼 坽 坾 坿 垀 垁 垂 垃 垄 垅 垆 垇 垈 垉 垊 尭                                                             |
| + 6     | 型 垌 垍 垎 垏 垐 垑 垒 垓 垔 垕 垖 垗 垘 垙 垚 垛 垜 垝 垞 垟 垠 垡 垢 垣 垤 垥 垦 垧 垨 垩 垪 垫 垬 垭 垮 垯 垰 垱 垲 垳 垴 垵                                                                |
| + 7     | 垶 垷 垸 垹 垺 垻 垼 垽 垾 垿 埀 埁 埂 埃 埄 埅 埆 埇 埈 埉 埊 埋 埌 埍 城 埏 埐 埑 埒 埓 埔 埕                                                                                                 |
| + 8     | 埖 埗 埘 埙 埚 埛 埜 埝 埞 域 埠 埡 埢 埣 埤 埥 埦 埧 埨 埩 埪 埫 埬 埭 埮 埯 埰 埱 埲 埳 埴 埵 埶 執 埸 培 基 埻 埼 埽 埾 埿 堀 堁 堂 堃 堄 堅 堆 堇 堈 堉 堊 堋 堌 堍 堎 堏 堐 堑 堒 堓 堔 菫 |
| + 9     | 堕 堖 堗 堘 堙 堚 堛 堜 堝 堞 堟 堠 堡 堢 堣 堤 堥 堦 堧 堨 堩 堪 堫 堬 堭 堮 堯 堰 報 堲 堳 場 堵 堶 堷 堸 堹 堺 堻 堼 堾 堿 塀 塁 塂 塃 塄 塅 塆 塇 塈 塚                                     |
| + 10    | 堽 塉 塊 塋 塌 塍 塎 塏 塐 塑 塒 塓 塔 塕 塖 塗 塘 塙 塛 塜 塝 塞 塟 塠 塡 塢 塣 塤 塥 塦 塧 塨 塩 塪 填 塬 塭 塮 塯 塰                                                                         |
| + 11    | 塱 塲 塳 塴 塵 塶 塷 塸 塹 塺 塻 塼 塽 塾 塿 墀 墁 墂 境 墄 墅 墆 墇 墈 墉 墊 墋 墌 墍 墎 墏 墐 墑 墒 墓 墔 墕 墖 増 墘 墙 墚 墛 墨                                                             |
| + 12    | 墜 墝 增 墟 墠 墡 墢 墣 墤 墥 墦 墧 墩 墪 墫 墬 墭 墮 墯 墰 墱 墲 墳 墴 墵 墶 墷 墹 |
| + 13    | 墸 墺 墻 墼 墽 墾 墿 壀 壁 壂 壃 壄 壅 壆 壇 壈 壉 壊 壋 壌 |
| + 14    | 壍 壎 壏 壐 壑 壒 壓 壔 壕 壖 壗 |
| + 15    | 壘 壙 |
| + 16    | 壚 壛 壜 壝 壞 壟 壠 壡 壢 |
| + 17    | 壣 壤 壥 |
| + 18    | 壦 |
| + 20    | 壧 壨 |
| + 21    | 壩 |
| + 22    | 壪 |

Orakelbotkarakter
Bronskarakter
Groot zegelkarakter
Klein zegelkarakter